# Географія Угорщини

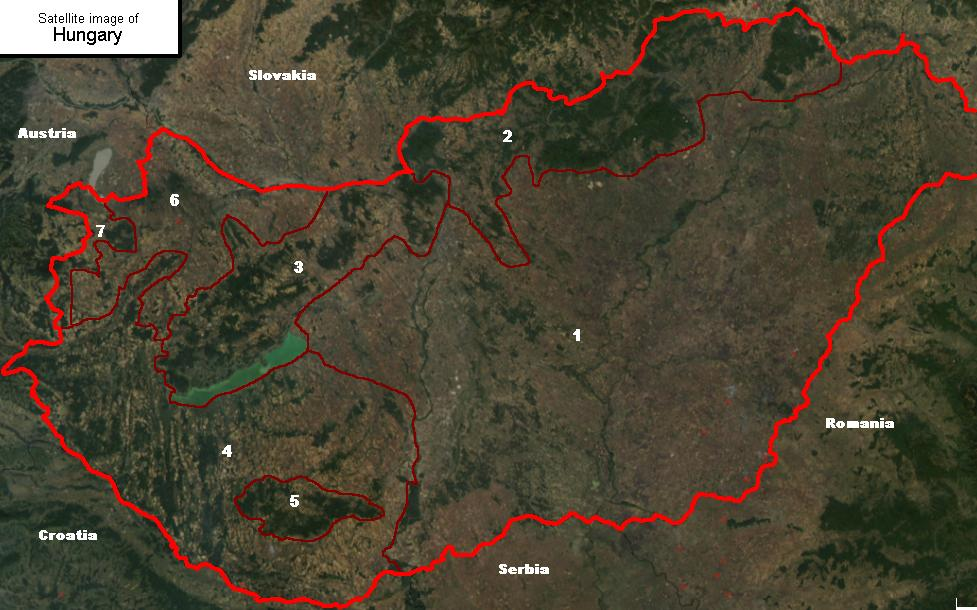
Світлина Угорщини з супутника

Уго́рщина (угор. Magyarország) — держава в Центрально-Східній Європі. Межує зі Словаччиною на півночі, Україною — на північному сході (спільний кордон 105 км), Румунією — на південному сході, Сербією та Хорватією — на півдні, Словенією — на південному заході і Австрією — на заході.

## Назва
Назва країни Угорщина (угор. Magyarország; давн.-руськ. Угри; тур. Macaristan) походить від булгарсько-тюркського етноніму оногури, можливо тому, що угорці (мадяри) були сусідами або союзниками імперії оногурів у VI столітті. Назва цього племінного союзу походить з давньотюркської і означає 10 племен, або 10 стріл.
Префікс -h у багатьох мовах (Hungarians, Hongrois, Hungarus тощо) був доданий пізніше. Він був перейнятий від імені напівкочового племені гунів, що деякий час жили в районі нинішньої Угорщини, і, згідно з середньовічним легендами, були предками мадярів. В історіографії і літературі угорців помилково ототожнювали з гунами аж до XIX сторіччя. Як наслідок, гунські імена Аттіла і Река досить популярні серед угорців.
Слов'яно-балтські назви угорців (давн.-руськ. (*ǫgrъ); укр. Угорщина; лит. Vengrija; біл. Вугоршчина; каш. Wędżierskô; пол. Węgry) так само походять від тюркського етноніму оногури. Той же самий корінь має топонім Югра на північному Уралі, де проживають ханти і мансі, близькі до угорців родичі в сім'ї фінно-угорських народів.
Мадяр (угор. Magyar) — самоназва угорців. В українській мові слово вживається як діалектизм або для опису стародавніх напівкочових угорських/мадярських племен. Похідні назви Magyarország , а також чеськ. Maďarsko, тур. Macaristan, означають — Земля мадярів. Згідно з відомою угорською хронікою 1282 року Шимона із Кезе «Gesta Hunnorum et Hungarorum» («Дії гунів і угорців»), Мадяр, праотець всіх угорців, мав брата на ім'я Гунор (предок гунів), їх батько цар Ментор, будівельник Вавилонської вежі, якого ототожнювали з біблійним Німродом.

## Розташування

### Крайні пункти
| Північ Південь Захід Схід Будапештclass=notpageimage\| Крайні точки Угорщини |

Угорщина лежить між 45°44′14″ і 48°35′06″ північної широти, 16°06′50″ і 22°53′53″ східної довготи.
Крайні пункти Угорщини:
- південна точка — 45°44′14″ пн. ш. 18°26′48″ сх. д. / 45.73722° пн. ш. 18.44667° сх. д.;
- північна точка — 48°35′6.8″ пн. ш. 21°26′23″ сх. д. / 48.585222° пн. ш. 21.43972° сх. д.;
- західна точка — 46°52′8.5″ пн. ш. 16°6′50″ сх. д. / 46.869028° пн. ш. 16.11389° сх. д.;
- східна точка — 47°57′15.59″ пн. ш. 22°53′53.15″ сх. д. / 47.9543306° пн. ш. 22.8980972° сх. д..

## Рельєф

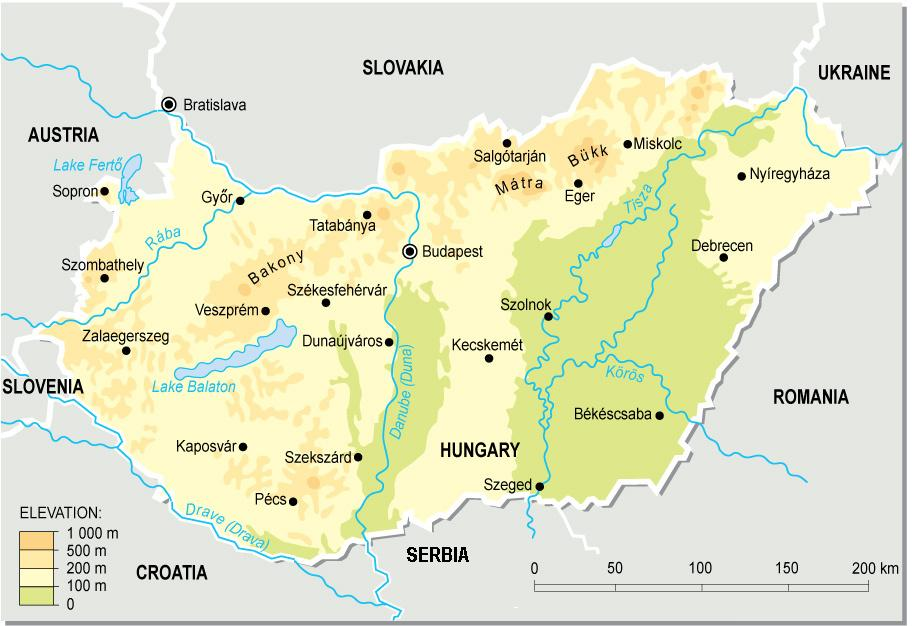
Топографічна карта Угорщини

Угорщина розташована в північній частині Середньодунайського басейну, замкненого на заході Альпами, на півночі, сході та південному сході — Карпатами. Більша частина території Угорщини зайнята рівнинами і горбистими ділянками.
Дунай ділить Угорщину на дві частини. На схід від Дунаю знаходиться Велика Середньодунайська низовина — Великий Альфельд, обмежена на півночі ланцюгом невисоких гір; найвища гора — Кекеш (1015 м), правий берег Дунаю займає Дунантуль — височина з горбами 150—200 м, яка перетинається смугою невисоких (400—700 м) Середньоугорських гір (Задунайське середньогір'я). На північному заході країни простягається Мала Середньодунайська низовина (Кішальфельд), обмежена Шопронськими і Кесегськими горами (передгір'я Альп) висотою 500—800 м.
|                                         |                     |                                   |                        |                              |
| Гірський масив Матра, Північна Угорщина | Гірське пасмо Мечек | Типовий пейзаж рівнинної Угорщини | Пшеничні поля Угорщини | Старовинний колодязь у Пусті |

## Клімат
Клімат Угорщини помірно континентальний.

## Гідрографія

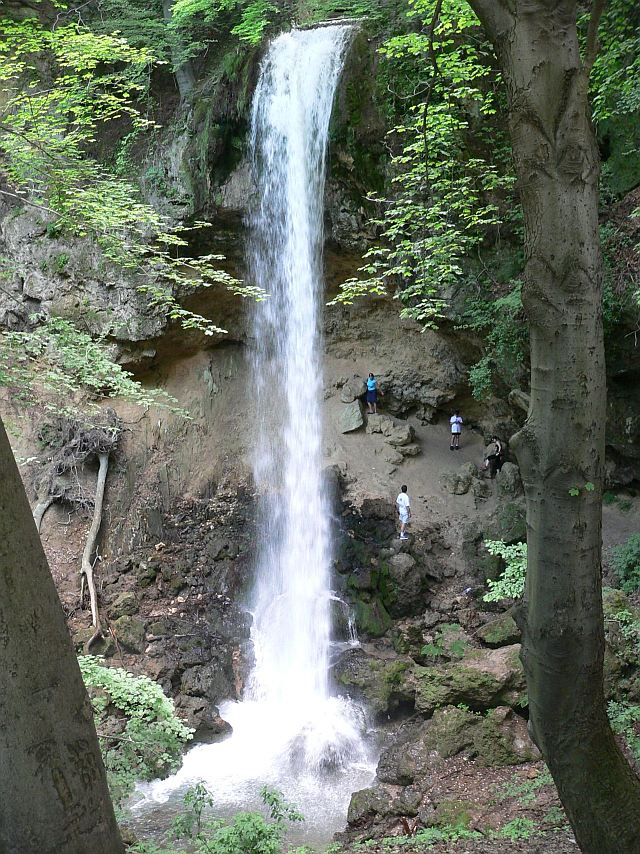
Водоспад Ліллафюред

### Річки

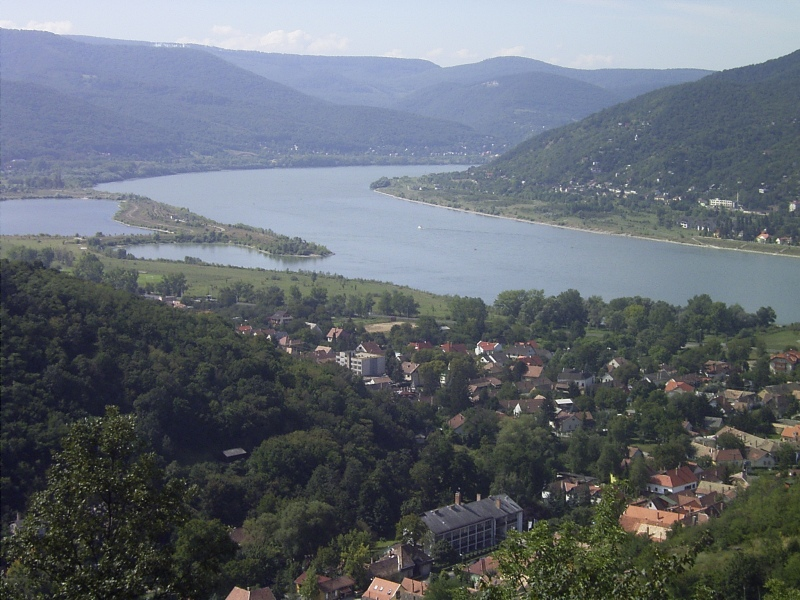
Дунай

Річки Угорщини належать до водного басейну Дунаю.

### Озера

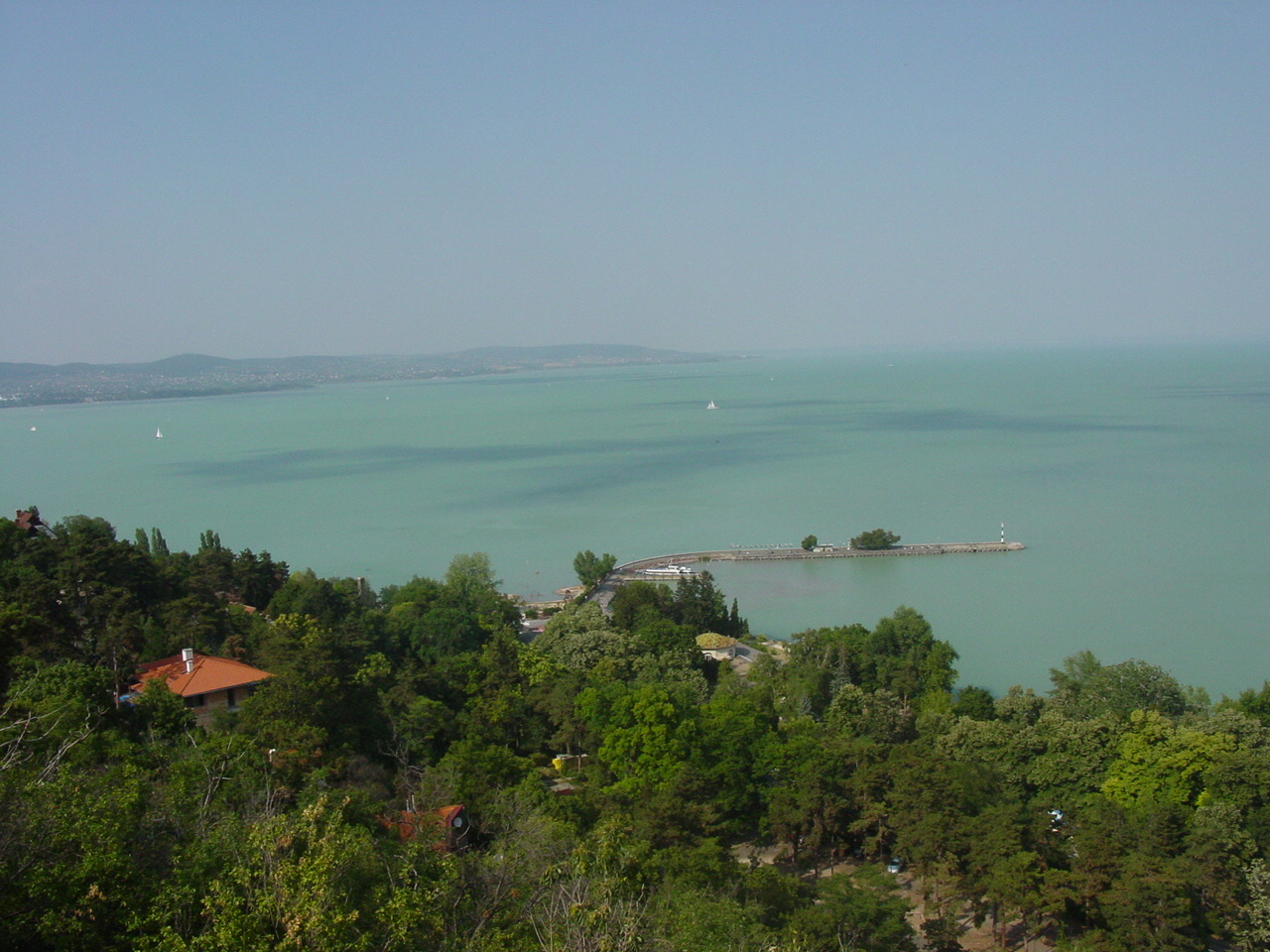
Озеро Балатон — «Угорське море»

Озера — Балатон (596 км²), Веленце (26 км²), Фертьо (23 км²); водосховище Кишкьоре.